# Vattenpolo vid världsmästerskapen i simsport 2024 – Herrarnas spelartrupper
Denna artikel visar spelartrupperna i herrarnas turnering i vattenpolo vid världsmästerskapen i simsport 2024.

## Grupp A

### Australien
Följande är Australiens trupp.
Tränare: Tim Hamill
- 1 Nick Porter MV
- 2 Angus Lambie US
- 3 George Ford US
- 4 Charlie Negus US
- 5 Nathan Power US
- 6 Jacob Mercep US
- 7 Luke Pavillard US
- 8 Matthew Byrnes US
- 9 Milos Maksimovic US
- 10 Timothy Putt US
- 11 Chaz Poot US
- 12 Blake Edwards US
- 13 John Hedges MV
- 14 Marcus Berehulak US
- 15 Sam Slobodien US

### Kroatien
Följande är Kroatiens trupp.
Tränare: Ivica Tucak
- 1 Marko Bijač MV
- 2 Rino Burić US
- 3 Loren Fatović US
- 4 Luka Lončar US
- 5 Franko Lazić US
- 6 Matias Biljaka US
- 7 Ante Vukičević US
- 8 Marko Žuvela US
- 9 Jerko Marinić Kragić US
- 10 Josip Vrlić US
- 11 Zvonimir Butić US
- 12 Konstantin Charkov US
- 13 Mate Anić MV
- 14 Ivan Krapić US
- 15 Filip Kržić US

### Sydafrika
Följande är Sydafrikas trupp.
Tränare: Jon-Marc de Carvalho
- 1 Lwazi Madi MV
- 2 Farouk Mayman US
- 3 Niall Wheeler US
- 4 Cameron Laurenson US
- 5 Todd Howard US
- 6 Ross Stone US
- 7 Sven van Zyl US
- 8 Manqoba Bungane US
- 9 Dane Tucker US
- 10 Joshua Faber US
- 11 Matthew Neser US
- 12 Jonathan Swanepoel US
- 13 Gareth May MV
- 14 Liam Neill US
- 15 Janco Rademeyer US

### Spanien
Följande är Spaniens trupp.
Tränare: David Martín
- 1 Unai Aguirre MV
- 2 Alberto Munárriz US
- 3 Álvaro Granados US
- 4 Bernat Sanahuja US
- 5 Miguel del Toro US
- 6 Marc Larumbe US
- 7 Martin Famera US
- 8 Sergi Cabanas US
- 9 Roger Tahull US
- 10 Felipe Perrone US
- 11 Blai Mallarach US
- 12 Alejandro Bustos US
- 13 Eduardo Lorrio MV
- 14 Unai Biel US
- 15 Fran Valera US

## Grupp B

### Brasilien
Följande är Brasiliens trupp.
Tränare: Bárbaro Díaz
- 1 Guilherme Barrella MV
- 2 Logan Cabral US
- 3 Alípio Nardaci US
- 4 Gustavo Coutinho US
- 5 Roberto Freitas US
- 6 Lucas Andrade US
- 7 Rafael Real US
- 8 Pedro Real US
- 9 Marcos Vinicius Pires US
- 10 Gabrel da Silva US
- 11 Gustavo Guimarães US
- 12 Luis Ricardo Silva US
- 13 Alexandre Mendes MV
- 14 Frederico Carsalade US

### Frankrike
Följande är Frankrikes trupp.
Tränare: Florian Bruzzo
- 1 Clément Dubois MV
- 2 Rémi Saudadier US
- 3 Ugo Crousillat US
- 4 Alexandre Bouet US
- 5 Enzo Khasz US
- 6 Thomas Vernoux US
- 7 Romain Marion-Vernoux US
- 8 Emil Bjorch US
- 9 Duje Živković US
- 10 Michaël Bodegas US
- 11 Pierre-Frédéric Vanpeperstraete US
- 12 Andrea De Nardi US
- 13 Hugo Fontani MV
- 14 Charles Canonne US
- 15 Enzo Nardon US

### Grekland
Följande är Greklands trupp.
Tränare: Theodoros Vlachos
- 1 Emmanouil Zerdevas MV
- 2 Konstantinos Genidounias US
- 3 Dimitrios Skoumpakis US
- 4 Konstantinos Gkiouvetsis US
- 5 Ioannis Fountoulis US
- 6 Alexandros Papanastasiou US
- 7 Nikolaos Gkillas US
- 8 Stylianos Argyropoulos US
- 9 Ioannis Alafragkis US
- 10 Konstantinos Kakaris US
- 11 Dimitrios Nikolaidis US
- 12 Angelos Vlachopoulos US
- 13 Panagiotis Tzortzatos MV
- 14 Efstathios Kalogeropoulos US
- 15 Nikolaos Papanikolaou US

### Kina
Följande är Kinas trupp.
Tränare: Ivan Asić
- 1 Wu Honghui MV
- 2 Zhu Beile US
- 3 Chu Chenghao US
- 4 Peng Jiahao US
- 5 Zhang Jinpeng US
- 6 Xie Zekai US
- 7 Chen Zhongxian US
- 8 Chen Ru US
- 9 Chen Yimin US
- 10 Liu Yu US
- 11 Zhang Chufeng US
- 12 Shen Dingsong US
- 13 Liang Zhiwei MV
- 14 Zhao Yuehao US
- 15 He Xingmeng US

## Grupp C

### Japan
Följande är Japans trupp.
Tränare: Yoshinori Shiota
- 1 Katsuyuki Tanamura MV
- 2 Seiya Adachi US
- 3 Taiyo Watanabe US
- 4 Daichi Ogihara US
- 5 Kai Inoue US
- 6 Toi Suzuki US
- 7 Kiyomu Date US
- 8 Mitsuru Takata US
- 9 Ikkei Nitta US
- 10 Yusuke Inaba US
- 11 Keigo Okawa US
- 12 Kenta Araki US
- 13 Towa Nishimura MV
- 14 Taiki Katayama US
- 15 Ren Sasano MV

### Montenegro
Följande är Montenegros trupp.
Tränare: Vladimir Gojković
- 1 Dejan Lazović MV
- 2 Draško Brguljan US
- 3 Miroslav Perković US
- 4 Kanstantsin Averka US
- 5 Aljoša Mačić US
- 6 Vlado Popadić US
- 7 Stefan Vidović US
- 8 Đuro Radović US
- 9 Aleksa Ukropina US
- 10 Vladan Spaić US
- 11 Dušan Matković US
- 12 Vasilije Radović US
- 13 Petar Tešanović MV
- 14 Marko Mršić US
- 15 Jovan Vujović US

### Serbien
Följande är Serbiens trupp.
Tränare: Uroš Stevanović
- 1 Radoslav Filipović MV
- 2 Dušan Mandić US
- 3 Strahinja Rašović US
- 4 Sava Ranđelović US
- 5 Petar Jakšić US
- 6 Đorđe Vučinić US
- 7 Radomir Drašović US
- 8 Nikola Jakšić US
- 9 Nemanja Vico US
- 10 Nemanja Ubović US
- 11 Nikola Lukić US
- 12 Viktor Rašović US
- 13 Branislav Mitrović MV
- 14 Đorđe Lazić US
- 15 Luka Gladović US

### USA
Följande är USA:s trupp.
Tränare: Dejan Udovičić
- 1 Adrian Weinberg MV
- 2 Johnny Hooper US
- 3 Marko Vavic US
- 4 Alex Obert US
- 5 Hannes Daube US
- 6 Luca Cupido US
- 7 Ben Hallock US
- 8 Dylan Woodhead US
- 9 Alex Bowen US
- 10 Chase Dodd US
- 11 Ryder Dodd US
- 12 Max Irving US
- 13 Drew Holland MV
- 14 Tyler Abramson US
- 15 Quinn Woodhead US

## Grupp D

### Italien
Följande är Italiens trupp.
Tränare: Alessandro Campagna
- 1 Marco Del Lungo MV
- 2 Francesco Di Fulvio US
- 3 Luca Damonte US
- 4 Luca Marziali US
- 5 Andrea Fondelli US
- 6 Giacomo Cannella US
- 7 Vincenzo Renzuto US
- 8 Gonzalo Echenique US
- 9 Nicholas Presciutti US
- 10 Lorenzo Bruni US
- 11 Edoardo Di Somma US
- 12 Alessandro Velotto US
- 13 Gianmarco Nicosia MV
- 14 Francesco Condemi US
- 15 Matteo Iocchi Gratta US

### Kazakstan
Följande är Kazakstans trupp.
Tränare: Rustam Ukumanov
- 1 Temirlan Balfanbayev MV
- 2 Eduard Tsoy US
- 3 Alexandr Yeremin US
- 4 Yegor Beloussov US
- 5 Maxim Lamayev US
- 6 Vladimir Yurtayev US
- 7 Anatoliy Pustovalov US
- 8 Tamir Gribov US
- 9 Ruslan Akhmetov US
- 10 Igor Nedokontsev US
- 11 Kirill Panteleyev US
- 12 Sultan Shonzhigitov US
- 13 Akzhan Aday MV
- 14 Nurzhas Nurtaza US

### Rumänien
Följande är Rumäniens trupp.
Tränare: Bogdan Rath
- 1 Marius-Florin Tic MV
- 2 David Belenyesi US
- 3 Matei-Ioan Lutescu US
- 4 Tudor-Andrei Fulea US
- 5 Ionut-Valentin Vranceanu US
- 6 Andrei Prioteasa US
- 7 Andrei Tepelus US
- 8 Nicolae Olanta US
- 9 Silvian Colodrovschi US
- 10 Vlad-Luca Georgescu US
- 11 Francesco Iudean US
- 12 Levente Vancsik US
- 13 Eduard-Mihai Dragusin MV
- 14 Andrei Neamtu US
- 15 David-Joan Bota US

### Ungern
Följande är Ungerns trupp.
Tränare: Zsolt Varga
- 1 Soma Vogel MV
- 2 Dániel Angyal US
- 3 Krisztián Manhercz US
- 4 Zoltán Pohl US
- 5 Márton Vámos US
- 6 Ádám Nagy US
- 7 Gergő Zalánki US
- 8 Gergő Fekete US
- 9 Toni Német US
- 10 Dénes Varga US
- 11 Szilárd Jansik US
- 12 Péter Kovács US
- 13 Márk Bányai MV
- 14 Vince Vigvári US
- 15 Dávid Tátrai US